# 第47回皐月賞
1987年4月19日に中山競馬場で行われた第47回皐月賞について詳細する。

## レース施行時の状況
中山競馬場の当日の天気は晴れ。馬場状態はもちろん絶好の良馬場でレースが進められた。この年からフルゲートが20頭（現在は18頭）へ変更された。1番人気は前走のフジテレビ賞スプリングステークスを制したマティリアル。2番人気は前走の報知杯弥生賞を制したサクラスターオー。3番人気はマイネルダビテ。あと、バナレット、ホクトヘリオスと続いていた。

## 出走馬と枠順
- 1枠1番…マティリアル　岡部幸雄
- 1枠2番…ニッポータイガー　鹿戸雄一
- 2枠3番…ガルダンサー　加藤和宏
- 2枠4番…スーパーファントム　柴田政人
- 3枠5番…レインボーアカサカ　的場均
- 3枠6番…サクラスターオー　東信二
- 4枠7番…ホクトヘリオス　河内洋
- 4枠8番…メグロアサヒ　木藤隆行
- 5枠9番…バナレット　増沢末夫
- 5枠10番…リワードタイラント　中野栄治
- 5枠11番…マイネルダビテ　田原成貴
- 6枠12番…ユーワジェームス　安田富男
- 6枠13番…トチノルーラー　蛯沢誠治
- 6枠14番…カイラスアモン　竹原啓二
- 7枠15番…モガミヤシマ　小島太
- 7枠16番…メリーナイス　根本康広
- 7枠17番…ビュウーコウ　郷原洋行
- 8枠18番…ウィンストーン　大塚栄三郎
- 8枠19番…ゴールドシチー　本田優
- 8枠20番…アサクサマジック　田村正光

## レース展開
ゲートが開き20頭が飛び出す、トチノルーラーとビュウーコウが先頭、2番手に立つ、マティリアル、サクラスターオーは後方を進んでいた。最初の1000メートルの通過が、59秒5。まずまずの平均ペースであった。3コーナーに差し掛かって、トチノルーラーとビュウーコウが以前先頭、2番手、マティリアル、サクラスターオーも後方を進んでいた。一方のリワードタイラントはトラブルが発生したのか、大きく遅れることであった。そして運命の最終コーナー。逃げるトチノルーラーとビュウーコウにサクラスターオーとゴールドシチーが襲い掛かる。結果は、サクラスターオーが1着、2着はゴールドシチー、1番人気のマティリアルは追い込みも届かず3着。

## 着順
- 1着…サクラスターオー
- 2着…ゴールドシチー
- 3着…マティリアル
- 4着…モガミヤシマ
- 5着…スーパーファントム
- 6着…バナレット
- 7着…メリーナイス
- 8着…カイラスアモン
- 9着…ユーワジェームス
- 9着（同着）…トチノルーラー
- 11着…アサクサマジック
- 12着…ウインストーン
- 13着…ホクトヘリオス
- 14着…レインボーアカサカ
- 15着…ビュウーコウ
- 16着…メグロアサヒ
- 17着…マイネルダビテ
- 18着…ニッポータイガー
- 19着…ガルダンサー
- 20着…リワードタイラント

## 払戻金
- 単勝　6番　560円
- 複勝
  - 1着　6番　180円
  - 2着 19番　630円
  - 3着　1番　130円
- 連勝　3-8 5050円